# Delphi-Effekt
Als Delphi-Effekt bezeichnet man die Theorie, dass die gemittelte Meinung einer Masse von gleich kompetenten Beobachtern etwas zuverlässigere Vorhersagen ergibt als die eines einzelnen willkürlich herausgepickten Beobachters. 
Der Delphi-Effekt wurde von Eric S. Raymond in seinem Buch „Die Kathedrale und der Basar“ beschrieben.